# Усвятский район
Усвя́тский райо́н — административно-территориальная единица (район) и муниципальное образование (муниципальный район) в составе Псковской области Российской Федерации.
Административный центр — посёлок городского типа (рабочий посёлок) Усвяты.

## География
Территория муниципального района расположена на юге Псковской области, её площадь — 1106 км². Район граничит с Невельским районом на севере, Великолукским и Куньинским районами Псковской области — на северо-востоке, с Велижским районом Смоленской области — на юге, Витебским и Городокским районами Витебской области Беларуси — на западе.
Основные реки — Узмень, Усвяча.

## История
Район образован в 1927 году в составе Ленинградской области, включив в себя часть территории Велижского и Невельского уездов Псковской губернии. В 1929 году передан в состав Западной области с центром в Смоленске. 27 сентября 1937 года включён в состав Смоленской области, а 22 августа 1944 года в состав Великолукской области. 2 октября 1957 года в связи с ликвидацией Великолукской области передан в состав Псковской области. 3 октября 1959 года район упразднён, территория передана Невельскому району. Вновь образован 30 декабря 1966 года.

## Население
| 1959   | 1970    | 1979  | 1989  | 2002  | 2009  | 2010  | 2011  | 2012  |
| ------ | ------- | ----- | ----- | ----- | ----- | ----- | ----- | ----- |
| 12 649 | ↘10 274 | ↘8334 | ↘8015 | ↘6360 | ↘5595 | ↗5598 | ↘5571 | ↘5407 |
| 2013   | 2014    | 2015  | 2016  | 2017  | 2018  | 2019  | 2020  | 2021  |
| ↘5265  | ↘5164   | ↘5071 | ↘5050 | ↘5035 | ↘4990 | ↘4932 | ↘4858 | ↘4841 |
| 2023   |         |       |       |       |       |       |       |       |
| ↘4747  |         |       |       |       |       |       |       |       |

По состоянию на 1 января 2023 года из 4747 жителей района в городских условиях (в пгт Усвяты) проживают 56,27 % населения района (или 2671 человек), в сельских — 43,73 % или 2076 человек.
По данным переписи населения 2010 года численность населения района составляла 5598 человек, в том числе 2961 городской житель (52,89 % от общего населения) и 2637 сельских жителей (47,11 %).
Национальный состав
По итогам переписи населения 2002 года, из 6360 жителей района, русские составили 6004 чел. (94,40 % от всего населения или 94,48 % от указавших национальность), белорусы —  176 чел. (2,77 %), украинцы —  74 чел. (1,16 %), армяне —  28 чел. (0,44 %), другие — 73 чел. (1,15 %), не указали национальность — 5 чел. (0,08 %)
По итогам переписи населения 2020 года проживали следующие национальности (национальности менее 0,1 % и другое, см. в сноске к строке «Другие»):
| Национальность | Численность, чел. | Доля     |
| -------------- | ----------------- | -------- |
| Русские        | 4549              | 93,97 %  |
| Армяне         | 92                | 1,90 %   |
| Белорусы       | 87                | 1,80 %   |
| Украинцы       | 39                | 0,81 %   |
| Цыгане         | 28                | 0,58 %   |
| Молдаване      | 7                 | 0,14 %   |
| Другие         | 39                | 0,80 %   |
| Итого          | 4841              | 100,00 % |

## Населённые пункты
По переписи 2002 года на территории района было 107 сельских населённых пунктов, из которых в 22 деревнях население отсутствовало, ещё в 22 жило от 1 до 5 человек, в 10 — от 6 до 10 человек, в 23 — от 11 до 25 человек, в 18 — от 26 до 50 человек, в 3 — от 51 до 100 человек, в 7 — от 101 до 200 человек, в 2 деревнях — Церковище и Глазуново — от 201 до 500 человек.
По переписи 2010 года на территории района было расположено 105 сельских населённых пунктов, из которых в 23 деревнях население отсутствовало, ещё в 23 жило от 1 до 5 человек, в 16 — от 6 до 10 человек, в 18 — от 11 до 25 человек, в 15 — от 26 до 50 человек, в 1 — от 51 до 100 человек, в 7 — от 101 до 200 человек, в 2 — от 201 до 500 человек.
Всего на данный момент в Усвятский район входят 107 населённых пунктов:
| №   | Населённый пункт | Тип     | Население | Муниципальное образование |
| --- | ---------------- | ------- | --------- | ------------------------- |
| 1   | Усвяты           | пгт     | ↗2671     | Усвяты                    |
| 2   | Авсейково        | деревня | ↘0        | Усвятская волость         |
| 3   | Авсюхово         | деревня | →0        | Усвятская волость         |
| 4   | Адамово          | деревня | ↗162      | Церковищенская волость    |
| 5   | Алексеевка       | деревня | ↘1        | Усвятская волость         |
| 6   | Альшуты          | деревня | →0        | Усвятская волость         |
| 7   | Антропово        | деревня | ↘74       | Усвятская волость         |
| 8   | Асмоловичи       | деревня | →0        | Усвятская волость         |
| 9   | Березовка        | деревня | ↘15       | Усвятская волость         |
| 10  | Бизюки           | деревня | →0        | Церковищенская волость    |
| 11  | Боброво          | деревня | ↗10       | Усвятская волость         |
| 12  | Большой Городец  | деревня | ↘6        | Усвятская волость         |
| 13  | Бондарево        | деревня | ↘26       | Усвятская волость         |
| 14  | Бор              | деревня | ↘36       | Усвятская волость         |
| 15  | Борновалово      | деревня | ↘35       | Усвятская волость         |
| 16  | Боровица         | деревня | ↗49       | Усвятская волость         |
| 17  | Бруи             | деревня | ↘3        | Усвятская волость         |
| 18  | Василевские Нивы | деревня | ↘7        | Усвятская волость         |
| 19  | Глазуново        | деревня | ↗267      | Церковищенская волость    |
| 20  | Горки            | деревня | →0        | Церковищенская волость    |
| 21  | Гривы            | деревня | ↘0        | Усвятская волость         |
| 22  | Дрозды           | деревня | ↘25       | Усвятская волость         |
| 23  | Есипово          | деревня | →0        | Усвятская волость         |
| 24  | Жабино           | деревня | ↘11       | Усвятская волость         |
| 25  | Заболонье        | деревня | →4        | Усвятская волость         |
| 26  | Заголодье        | деревня | ↘34       | Церковищенская волость    |
| 27  | Заднее Село      | деревня | →0        | Усвятская волость         |
| 28  | Заселок          | деревня | ↘2        | Усвятская волость         |
| 29  | Захарки          | деревня | ↘16       | Усвятская волость         |
| 30  | Зеваки           | деревня | →0        | Усвятская волость         |
| 31  | Иванцево         | деревня | ↘2        | Церковищенская волость    |
| 32  | Ильино           | деревня | ↘9        | Усвятская волость         |
| 33  | Калошино         | деревня | ↘2        | Усвятская волость         |
| 34  | Каменный Городец | деревня | ↘3        | Усвятская волость         |
| 35  | Капустино        | деревня | ↘4        | Усвятская волость         |
| 36  | Каревино         | деревня | ↘0        | Усвятская волость         |
| 37  | Карпекино        | деревня | ↘28       | Усвятская волость         |
| 38  | Кивалы           | деревня | ↘13       | Усвятская волость         |
| 39  | Клинково         | деревня | ↘0        | Усвятская волость         |
| 40  | Кляжи            | деревня | ↘12       | Усвятская волость         |
| 41  | Когтево          | деревня | ↗8        | Усвятская волость         |
| 42  | Коровница        | деревня | ↘3        | Усвятская волость         |
| 43  | Кошкино          | деревня | #Н/Д      | Усвятская волость         |
| 44  | Крутелево        | деревня | ↘0        | Церковищенская волость    |
| 45  | Кузьмино         | деревня | ↗12       | Усвятская волость         |
| 46  | Курьяново        | деревня | ↗8        | Церковищенская волость    |
| 47  | Ладоги           | деревня | ↘5        | Церковищенская волость    |
| 48  | Лобани           | деревня | ↘8        | Усвятская волость         |
| 49  | Лобачево         | деревня | ↘4        | Церковищенская волость    |
| 50  | Лобынщина        | деревня | ↘24       | Церковищенская волость    |
| 51  | Луговино         | деревня | →0        | Церковищенская волость    |
| 52  | Лукашенки        | деревня | ↘18       | Усвятская волость         |
| 53  | Лукаши           | деревня | ↗2        | Усвятская волость         |
| 54  | Лысая Гора       | деревня | ↗9        | Усвятская волость         |
| 55  | Люшково          | деревня | ↘6        | Усвятская волость         |
| 56  | Мельны           | деревня | ↘14       | Усвятская волость         |
| 57  | Молитвино        | деревня | ↘12       | Усвятская волость         |
| 58  | Мыший Бор        | деревня | ↘1        | Усвятская волость         |
| 59  | Мышкино          | деревня | ↘0        | Усвятская волость         |
| 60  | Несьпо           | деревня | ↗6        | Усвятская волость         |
| 61  | Новая            | деревня | ↘36       | Усвятская волость         |
| 62  | Новая Деревня    | деревня | ↘36       | Усвятская волость         |
| 63  | Новгородцево     | деревня | ↘3        | Церковищенская волость    |
| 64  | Пекарево         | деревня | →0        | Церковищенская волость    |
| 65  | Перелазы         | деревня | →0        | Церковищенская волость    |
| 66  | Пестюхино        | деревня | ↘1        | Усвятская волость         |
| 67  | Пожары           | деревня | ↘4        | Усвятская волость         |
| 68  | Помазино         | деревня | ↘0        | Церковищенская волость    |
| 69  | Поташня          | деревня | ↘6        | Церковищенская волость    |
| 70  | Пралище          | деревня | ↗6        | Усвятская волость         |
| 71  | Пристань         | деревня | →1        | Усвятская волость         |
| 72  | Пруд             | деревня | ↘26       | Усвятская волость         |
| 73  | Прудище          | деревня | ↗33       | Усвятская волость         |
| 74  | Пустынники       | деревня | ↗2        | Церковищенская волость    |
| 75  | Пыси             | деревня | →0        | Усвятская волость         |
| 76  | Рагозы           | деревня | ↘12       | Церковищенская волость    |
| 77  | Рудня            | деревня | ↘8        | Усвятская волость         |
| 78  | Рыбаковы Нивы    | деревня | ↗22       | Усвятская волость         |
| 79  | Рындино          | деревня | ↘6        | Усвятская волость         |
| 80  | Рябцево-1        | деревня | ↘1        | Церковищенская волость    |
| 81  | Рябцево-2        | деревня | ↗5        | Церковищенская волость    |
| 82  | Савино           | деревня | ↘42       | Церковищенская волость    |
| 83  | Северики         | деревня | ↘148      | Усвятская волость         |
| 84  | Смолино          | деревня | ↗6        | Усвятская волость         |
| 85  | Стеревнево       | деревня | ↗166      | Усвятская волость         |
| 86  | Стыкино          | деревня | →0        | Усвятская волость         |
| 87  | Тарасово         | деревня | ↘13       | Усвятская волость         |
| 88  | Терасы           | деревня | ↗37       | Усвятская волость         |
| 89  | Турное           | деревня | →2        | Церковищенская волость    |
| 90  | Тяпкины Нивы     | деревня | →1        | Церковищенская волость    |
| 91  | Удвяты           | деревня | ↘126      | Усвятская волость         |
| 92  | Ужани            | деревня | ↗6        | Усвятская волость         |
| 93  | Узкое            | деревня | ↘136      | Усвятская волость         |
| 94  | Усвятские Нивы   | деревня | 0         | Усвятская волость         |
| 95  | Хлевище          | деревня | →0        | Усвятская волость         |
| 96  | Хмелище          | деревня | ↘12       | Усвятская волость         |
| 97  | Холмы            | деревня | →0        | Церковищенская волость    |
| 98  | Церковище        | деревня | ↘312      | Церковищенская волость    |
| 99  | Цыганковы Нивы   | деревня | ↘30       | Усвятская волость         |
| 100 | Чеснорье         | деревня | ↘27       | Усвятская волость         |
| 101 | Чурилово         | деревня | ↘111      | Усвятская волость         |
| 102 | Шарлоты          | деревня | →0        | Усвятская волость         |
| 103 | Шепели           | деревня | ↘4        | Усвятская волость         |
| 104 | Шершни           | деревня | ↘146      | Усвятская волость         |
| 105 | Щепуново         | деревня | ↘40       | Церковищенская волость    |
| 106 | Яковлево         | деревня | →22       | Церковищенская волость    |
| 107 | Яськи            | деревня | ↘25       | Усвятская волость         |

Законом Псковской области от 20 сентября 2019 года была упразднена деревня Пахомовичи.

## Муниципально-территориальное устройство

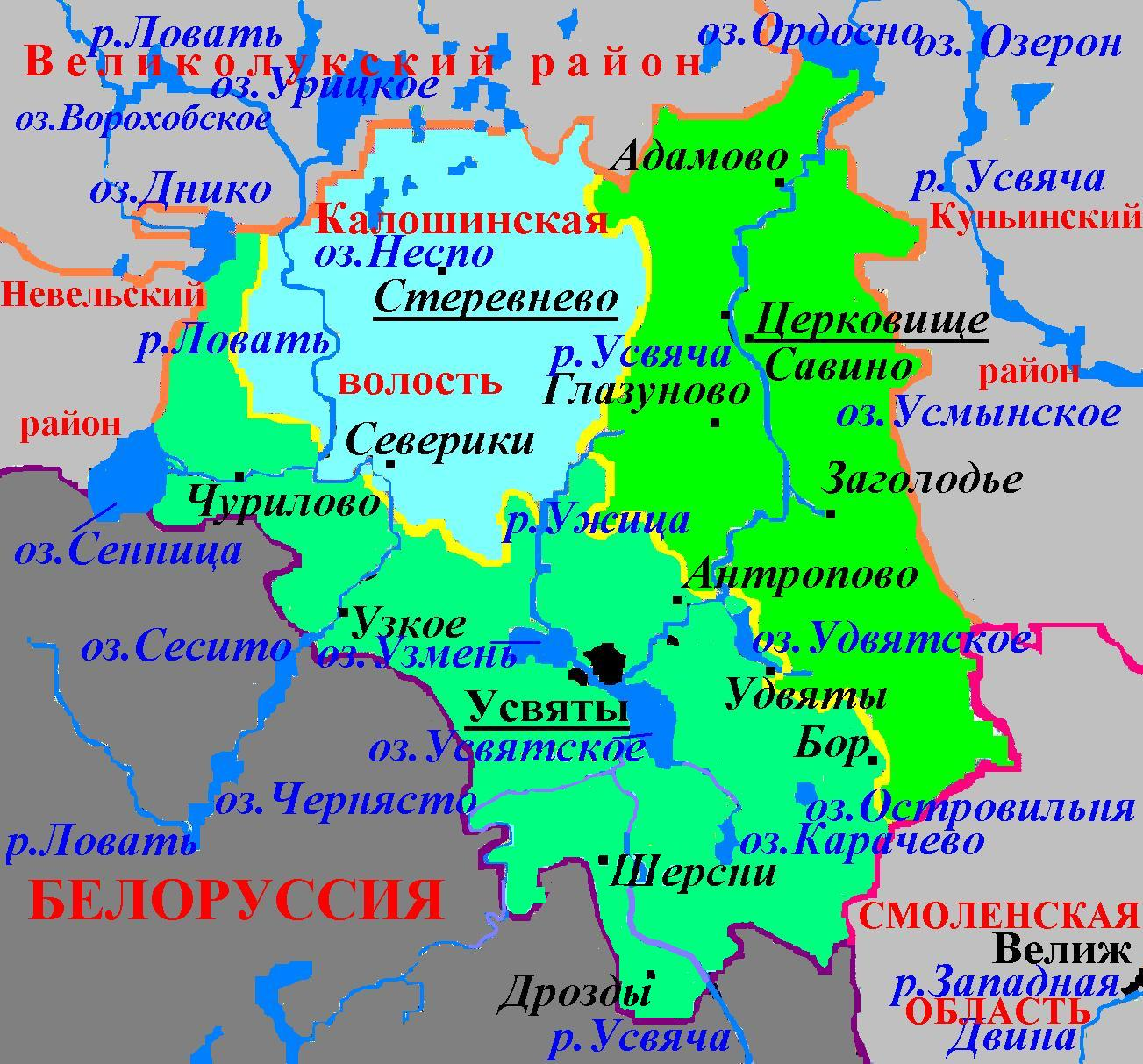
Административное деление Усвятского района в 2011—2015 гг.

С апреля 2015 года в состав Усвятского района входят 3 муниципальных образования, в том числе: 1 городское и 2 сельских поселения (волости):
| № | Муниципальное образование | Статус МО | Административный центр | Количество населённых пунктов | Население | Площадь, км² |
| - | ------------------------- | --------- | ---------------------- | ----------------------------- | --------- | ------------ |
| 1 | Усвяты                    | ГП        | р.п. (пгт) Усвяты      | 1                             | ↗2671     | 20,5         |
| 2 | Усвятская волость         | СП        | р.п. (пгт) Усвяты      | 78                            | ↘1389     | 730,6        |
| 3 | Церковищенская волость    | СП        | д. Церковище           | 28                            | ↘781      | 355,0        |

### История муниципального устройства
Законом Псковской области от 28 февраля 2005 года на территории муниципального района было образовано 5 муниципальных образований: одно городское поселение и 4 сельских поселения (волостей).
Муниципальные образования в 2005—2010 гг.
| № | Муниципальное образование | Статус МО | Административный центр |
| - | ------------------------- | --------- | ---------------------- |
| 1 | Усвяты                    | ГП        | р.п. (пгт) Усвяты      |
| 2 | Усвятская волость         | СП        | р.п. (пгт) Усвяты      |
| 3 | Церковищенская волость    | СП        | деревня Церковище      |
| 4 | Калошинская волость       | СП        | деревня Стеревнево     |
| 5 | Чеснорская волость        | СП        | деревня Шершни         |

На референдуме 11 октября 2009 года было поддержано объединение Усвятской и Чеснорской волостей. В свою очередь на референдуме 11 октября 2009 года не было поддержано объединение Церковищенской и Калошинской волостей.
Законом Псковской области от 3 июня 2010 года Чеснорская волость была упразднена и включена в состав Усвятской волости, после чего на территории района стало 4 муниципальных образования: 1 городское поселение и 3 сельских поселения (волостей).
Муниципальные образования в 2010—2015 гг.
| № | Муниципальное образование | Статус МО | Население, 14.10.2010 чел. | Население, 01.01.2015 чел. | Административный центр |
| - | ------------------------- | --------- | -------------------------- | -------------------------- | ---------------------- |
| 1 | Усвяты                    | ГП        | 2961                       | 2713                       | р.п. (пгт) Усвяты      |
| 2 | Усвятская волость         | СП        | 1170                       | 1029                       | р.п. (пгт) Усвяты      |
| 3 | Церковищенская волость    | СП        | 954                        | 883                        | деревня Церковище      |
| 4 | Калошинская волость       | СП        | 513                        | 446                        | деревня Стеревнево     |

Законом Псковской области от 30 марта 2015 года была упразднена Калошинская волость, территория которой была включена в состав Усвятской волости.

## Политика

### Местное самоуправление
Структуру органов местного самоуправления Усвятского района образуют:
- Глава Усвятского района является высшим должностным лицом района и возглавляет Администрацию района, избирается путём всеобщего, равного, прямого, тайного голосования сроком на пять лет.
- Администрация Усвятского района осуществляет исполнительно-распорядительные полномочия, состоит из Главы района и его заместителей, органов и структурных подразделений администрации.
- Собрание депутатов Усвятского района состоит из пятнадцати депутатов избираемых сроком на пять лет.

## Достопримечательности
- Замковая гора в Усвятах, с памятником архитектуры XIX века — загородной усадьбой В. П. Родзянко (Белый Дом), в которой расположен историко-краеведческий музей.

## Археология
- Неолитическое поселение Усвяты IV, названное археологами «Северной Венецией». Трёхслойное поселение на воде в северной части Усвятского озера, на мысу под современным названием «Рог» раскопали в 1964 году. На ранних этапах существования поселения, основным промысловым животным был лось[33][34]. Идол из рога лося высотой чуть более 9 см — статуэтка обнажённого мужчины с большой головой, узкими плечами и развитым торсом. Усвятская культура датируется возрастом 8 тыс. лет[35].
- В районе Усвят известно 5 городищ. В X веке в Усвятах было небольшое мысовое городище и примыкающее к нему селище, окружённое по меньшей мере двумя курганными могильниками. На Старом усвятском городище на южном мысу найден детинец XII—XIII веков, а под ним — языческий могильник X века. От кремаций остались кальцинированные кости, измельчённые, которые рассыпались по поверхности и сверху насыпался курган, найдены следы тризн. На соседнем мысу обнаружено укреплённое поселение X—начала XI века. В XII веке это городище оказалось занято христианским кладбищем. Культурный слой X—начала XI века перекрыт мощным пожаром. В одной из погибших от пожара построек было найдено зернохранилище с обугленным зерном, два железных наконечника рал, коса, два наральника. В скоплении преобладают зёрна ячменя[36]. В слой пожара были впущены столбы некой массивной постройки XI—XII века — брёвна диаметром 45−50 см, вкопанные на глубину до 1,5 метров. Скорее всего, это остатки деревянного храма. Столбовые ямы перекрывают погребения XII—XIII веков. Рядом со столбовыми ямами найдены 3 книжных застёжки. Также при раскопках найден гребешок XII—XIII веков с нечитаемой надписью-граффити. В пойме Усвятского озера, у подножия северного мыса при впадении в озеро протоки Узмень и реки Усвячи, где был обнаружен влажный культурный слой, насыщенный щепой, с лепной и гончарной керамикой и найдена деревянная счётная бирка, были отобраны материалы для спорово-пыльцевой диаграммы[37][38][39]. На месте могильника поселения Усвяты, которое существовало здесь в XII—XIII веках в перепаханном и перерытом слое найдены саманидский дирхем X века и лепная керамика[40]. На комплексе памятников в урочище Юрьевы Горы найдены сильно стёртая привеска с рельефным изображением знака Рюриковичей, височное кольцо «нитранского типа», свидетельствующее о знакомстве с великоморавской ювелирной традицией, накладки с аналогиями в Великой Моравии и в Волжской Болгарии, местные древности, восходящие к культуре длинных курганов смоленского типа: трапециевидные привески, литые трёхдырчатые цепедержатели и ромбовидные привески, ряд деталей поясной гарнитуры[41]. Усвяты — третий после Гнёздова и Городка-на-Ловати пункт, где зафиксировали следы изготовления ромбовидных привесок[41][42]. Ближайшая от Усвята сопка культуры длинных курганов известна у деревни Глазуново в 15 км от озера Усвятское вверх по реке Усвячи[43].

## Известные уроженцы
- Федоренко Георгий Семёнович (1906—1969) — советский военачальник, военный лётчик, участник Советско-японской войны, командир 32-й истребительной авиационной дивизии во время Советско-японской войны, командир 78-го истребительного авиационного корпуса ПВО, командующий 42-й воздушной истребительной армией ПВО, генерал-лейтенант авиации.
- Бурдов, Денис Максимович (17.08.1897, Ильино (Усвятский район) — 28.10.1970, Ефремов) — советский военачальник, участник 1-я Мировой войны, Гражданской войны, Польского похода Красной армии (1939), Великой Отечественной войны, генерал-майор танковых войск (1943).